# Ален II де Роган
Ален II (Alain II de Rohan (умер после 1164 года) — виконт Кастельнека, второй виконт де Роган, сеньор Гемене и Генгама.
Ален II был старшим сыном Алена I де Рогана и его жены Вилланы. Наследовал отцу в 1127 или 1128 году.
В 1160 году разрешил прибывшим в Бретань рыцарям Храма основать в своих владениях два госпиталя.
Имя и происхождение жены Алена II не выяснены. Единственный известный ребёнок — сын, Ален III де Роган (умер в 1195 году). 